# Menarini Bus

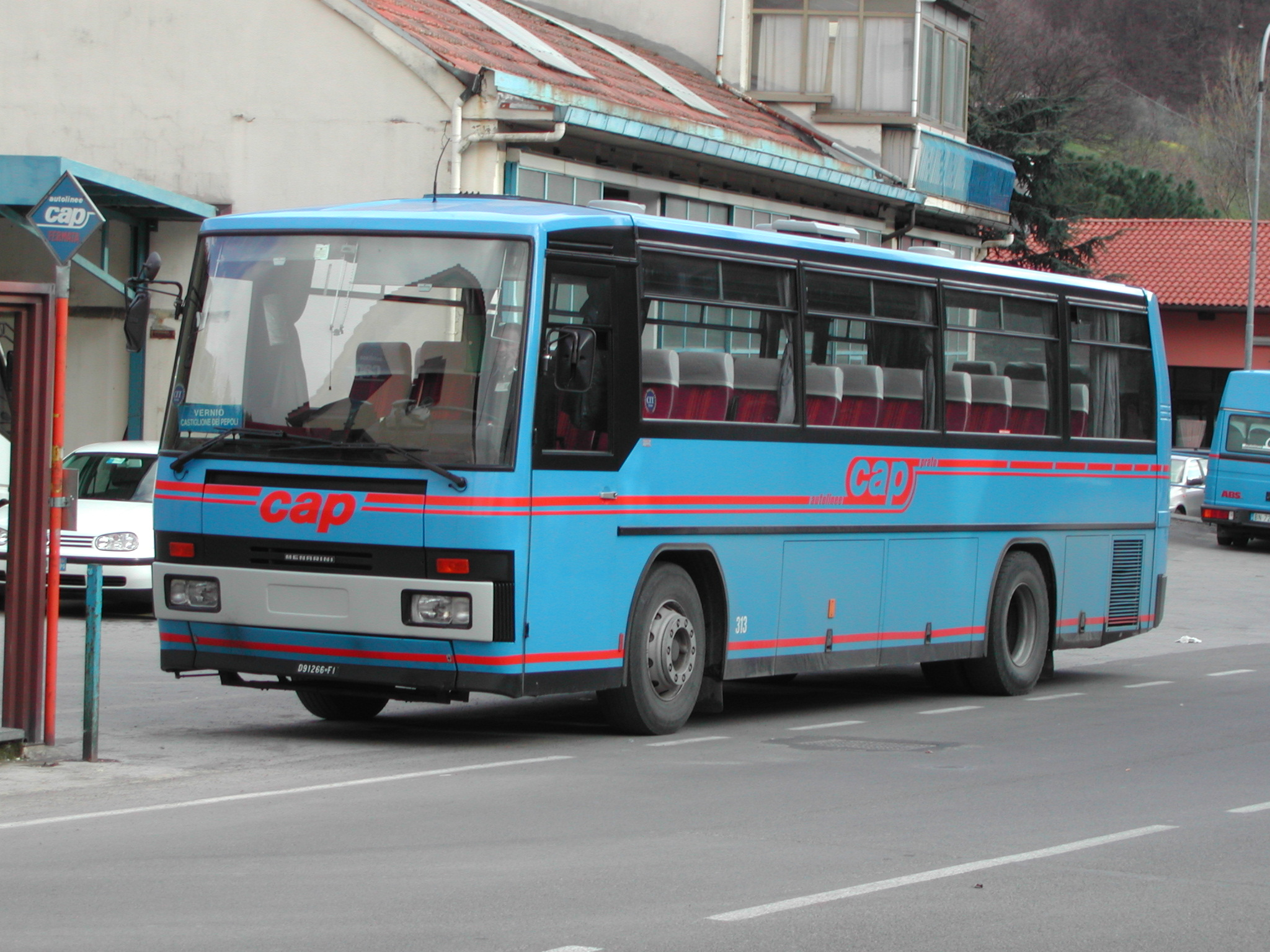
Bus Menarini M101SB (2004)

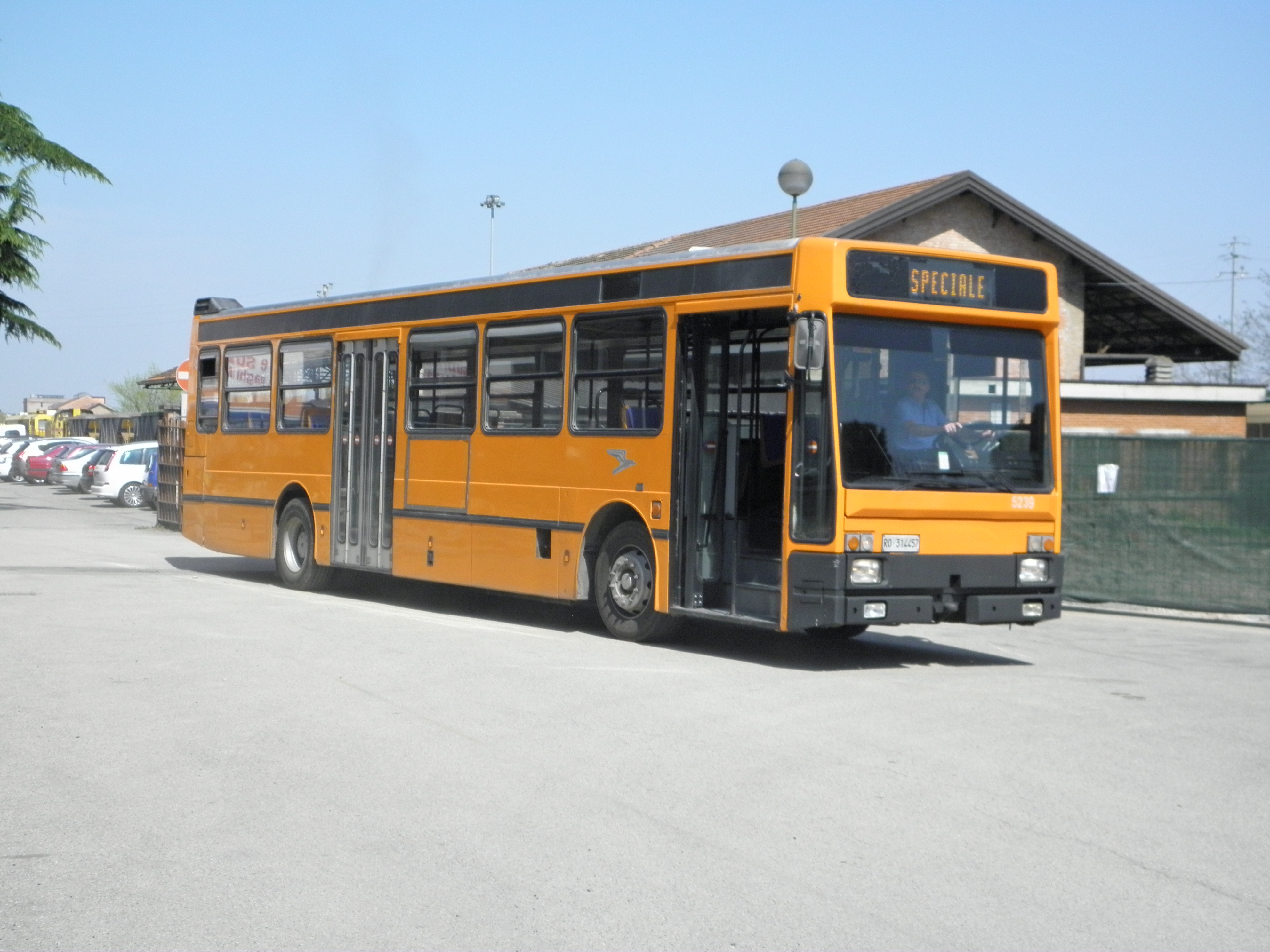
Bus Meranini M201

La société Menarini S.p.A. est une société de carrosserie industrielle italienne créée en 1919 à Bologne dans la région Émilie-Romagne.

## L'histoire
La carrosserie Menarini est née en 1919 dans cette période difficile où l'Italie, sortie victorieuse de la Première Guerre mondiale était, comme beaucoup d'autres pays européens, épuisée par l'effort de guerre et les bouleversements qui s'ensuivirent, tardait à se reprendre et à relancer son économie. Elle grandit sous le régime fasciste et bénéficie du fait que le mouvement syndical est muselé.
L'entreprise Menarini connaît un démarrage artisanal de son activité en raison d'un manque flagrant de capitaux, mais l'activité de son fondateur, Ettore Menarini, lui permet de trouver rapidement de nombreux débouchés ce qui assure un développement constant et en forte progression de l'entreprise. Après une première période consacrée quasi exclusivement à la réparation de carrosseries, en 1925, dès qu'il lui fut possible d'agrandir les locaux et d'acquérir de nouveaux outillages, l'entreprise se lance dans la construction de carrosseries spécifiques pour voitures et taxis.
Dans ses nouveaux locaux, la production subit une rapide évolution et une transformation de taille. La construction de véhicules de tourisme cesse et celle de véhicules industriels débute : fourgons, ambulances, camions, cabines pour camions et ensuite celle beaucoup plus complexe, la construction d'autobus. En dix ans, la production des moyens collectifs de transport triple et augmente encore fortement jusqu'à la Seconde Guerre mondiale. Lorsque la guerre éclate, les constructeurs italiens produisaient plus d'autocars et autobus que de camions. Dans les premières années du conflit, l'usine Menarini construit des fourgons spéciaux, des ambulances et des ateliers mobiles pour les besoins de guerre de l'armée italienne, mais le vaste établissement est détruit en grande partie après plusieurs bombardements. L'activité reste entièrement arrêtée durant toute l'année 1944. En fait, la suspension de la production se poursuivra même après la fin du conflit car les locaux furent réquisitionnés par les autorités militaires alliées. 
Ce n'est qu'en 1946 que la société Menarini peut reprendre possession de son siège et commencer à reconstruire les parties endommagées. À partir de 1952, l'usine produira exclusivement des autobus.
En 1952, à la suite du décès d'Ettore Menarini, fondateur de la société, ses trois fils Dante, Giorgio et Eugenio prennent les rênes de la société qui devient la Carrozzeria Menarini Bologna SNC. En 1954, les frères Menarini décident la construction d'une nouvelle usine vaste et moderne, équipée des techniques de pointe pour pouvoir intervenir sur n'importe quel type de carrosserie d'autobus y compris celles à structure autoportante. L'usine sera opérationnelle en 1960. Elle est implantée sur un terrain de 50 000 mètres carrés dont 25 000 couverts. Avec la mise en service de la nouvelle usine de San Donato, siège actuel de la société, l'influence de la Carrosserie Menarini sur le marché italien et européen va fortement progresser et s'affirmer. 
Le type de carrosserie "Essediemme", lancé en 1961, sera un évènement important pour la société et une révolution dans la conception et les techniques de construction des carrosseries d'autobus. Quasiment tous les constructeurs mondiaux ont dû reprendre leurs modèles pour rester compétitifs face à la nouvelle génération de produits lancée par Menarini. Les caractéristiques principales étaient : plus de puits de lumière en toiture, plus de vitres descendantes latérales, des portes télécommandées, un toit plat et de grandes surfaces vitrées, des grosses améliorations techniques comme l'acoustique étudiée et renforcée, la forte diminution du poids à vide, la standardisation des éléments responsables des pannes les plus fréquentes.
Les années 60 sont, pour l'Italie, les années du boom économique qui se traduisent par une période de développement rapide de toute activité industrielle. La Carrozzeria Menarini se renforce et se développe en concevant et en réalisant même les châssis des autobus urbains et inter-urbains en abandonnant les fonctions de simple carrossier utilisant les bases Fiat V.I. pour devenir un véritable constructeur d'autobus complets. Dans les années qui suivent, la direction de Menarini poursuit sa volonté de recherche et d'innovation sur de nouveaux produits en voulant être la référence pour la concurrence.
En 1989, la société Menarini entre dans la division Bredabus du groupe Breda C.F.. Après la fusion des deux entités industrielles, la société BredaMenarinibus est créée. En 2001, après le rachat du groupe Breda, elle fait partie du groupe Finmeccanica, la principale holding industrielle publique italienne. La gamme est renouvelée et comprend les modèles M 221, M 321 et M 230, ce dernier, lancé en 1994, est le premier autobus urbain ultra abaissé de taille midi construit en Europe. 
En 1997, la gamme des ultra abaissés est composée des modèles M 240, M 231 et M 340, qui ont tous un fort contenu technique pour garantir une fiabilité élevée et des coûts de fonctionnement et de maintenance réduits. En anticipant les orientations écologiques nouvelles, Menarini a développé des motorisations au gaz méthane avec ses modèles EXOBUS, les minibus à traction électrique ZEUS et des autobus hybrides de 10,80 et 12,00 m ALTERECO. Depuis 1989, BredaMenarinibus a produit plus de 5 000 véhicules et a obtenu la certification ISO 9001 en 1997.

## La renaissance de Menarinibus
Le 1er janvier 2015, Finmeccanica cède sa filiale BredaMenarinibus au constructeur d'autobus italien nouvellement constitué par Stefano Del Rosso, Industria Italiana Autobus S.p.A.. Cette nouvelle entreprise privée a racheté également le nom Padane et ses brevets ainsi que la plus grande usine de construction d'autobus d'Europe, l'ex usine IVECO de Valle Ufita, implantée sur la commune de Flumeri dans la province d'Avelino, au centre de l'Italie. 
Les modèles de la gamme sont distribués sous les marques Padane, Rampini et Menarinibus. Le logo de Menarinibus reprend l'ancien logo de la marque des années 1960 avec la simple lettre "M" gris-argent en écriture bâton au centre d'un rond bleu.
IIA S.p.A. - Industria Italiana Autobus reste la holding financière du groupe.

## Gamme actuelle
Véhicules urbains
- Menarinibus Vivacity 2 : nouvelle gamme midi lancée en 2013, allant de 8 mètres et 59 places à 9,35 m et 75 places, moteurs diesel ou gaz,
- Menarinibus Citymood : gamme lancée en 2013 comprenant la version normale de 11 mètres et articulée de 18 m, moteurs diesel ou gaz.

Véhicules interurbains et de tourisme
- nouveaux modèles Padane en cours de mise au point, attendus pour 2017.

Véhicules alternatifs
- Zeus : minibus urbain électrique
- Menarinibus Citymood 12 E : version électrique du Citymood 12, lancée en 2016.